# Diane Warren
Diane Warren   (Van Nuys, 7 de setembre de 1956) és una compositora, músic i productora discogràfic nord-americana. Va guanyar fama el 1983 i des d'aleshores ha escrit cançons per a i ha coescrit cançons amb diversos cantants, així com per a diversos llargmetratges.
Warren ha escrit nou cançons número u i les deu millors cançons de la llista "Billboard Hot 100". A més, dos dels 13 èxits més destacats dels 57 anys d'història dels Hot 100 els va compondre ella. La carrera de Warren es va iniciar amb l'èxit el 1985 de "Rhythm of the Night" de DeBarge. A finals dels anys vuitanta es va unir a la companyia musical britànica EMI, on es va convertir en la primera compositora de la història de la revista Billboard a tenir set èxits, tots d'artistes diferents, a la llista de senzills alhora, cosa que va provocar que Peter Reichardt, el Presidenta al Regne Unit d'"EMI Music Publishing", va anomenar-la la compositora més important del món. Ha estat classificada com la tercera artista femenina amb més èxit al Regne Unit.
Warren ha guanyat un premi Grammy, un premi Emmy, dos premis Globus d'Or, tres premis consecutius de Billboard Music per a l'autor de cançons de l'any i ha estat nominada a dotze premis de l'Acadèmia. Ha estat ingressada al Songwriters Hall of Fame i va rebre una estrella al Passeig Hollywood Walk of Fame.. El seu èxit al Regne Unit la va guanyar un premi Ivor Novello de la "British Academy of Songwriters, Composers and Authors" i Autors quan va rebre el Premi Internacional Especial el 2008. Controla els drets sobre la seva música a través de la seva editorial "Realsongs".

## Biografia
Warren, la més jove de les tres filles, va néixer de David, un venedor d'assegurances, i de Flora Warren, a la comunitat de Van Nuys a Los Angeles, on va dir que se sentia incompresa i "alienada" quan era una nena jueva adolescent. El cognom de la seva família "Warren" originalment era "Wolfberg", però el seu pare va canviar el nom perquè volia que sonés menys jueu. Warren diu que era rebel quan era una nena i li va dir a Scott Simon de NPR que va tenir problemes i que va fugir quan era adolescent, però va tornar perquè trobava a faltar el seu gat. De petita, a Warren li encantava escoltar la ràdio i somiava actuar a la ràdio ella mateixa. També va ser influenciada per la música a través dels seus pares i les seves germanes que tocarien música. Va començar a escriure música als 11 anys, però va adoptar un enfocament més seriós als 14, comentant que "la música em va salvar". Warren ha dit que la seva mare li va demanar que renunciés al seu somni d'una carrera de compositora i fer una feina de secretaria. Tot i així, el seu pare va continuar creient en ella i la va animar. A més, li va comprar una guitarra de 12 cordes i un cobert de metall perquè la practiqués i la va portar a audicions musicals. Va escriure la cançó de 1996 de Celine Dion "Perquè em vas estimar" com a homenatge al seu pare pels seus ànims. Va estudiar a "Los Angeles Pierce College" i es va graduar a la "California State University de Northridge" el 1978, però va considerar en gran manera que la seva educació era una pèrdua ja que es va centrar la major part del seu temps a millorar les seves habilitats de composició de cançons en lloc de fer-ho en la seva formació.
A l'edició del 12 de febrer de 2016 d'"All Things Considered", Warren va dir que havia estat agredida als 12 anys i que després havia experimentat assetjament sexual i agressions per part d'un enginyer de so durant la seva carrera laboral.

## Carrera
El primer èxit de Warren va ser "Solitaire", que Laura Branigan va aconseguir al número 7 de les llistes de pop dels Estats Units el 1983.
| « | <En realitat s'assembla més a l'Emily Dickinson de Pop. Com en el cas de la gran poeta reclosa de Nova Anglaterra del segle xix coneguda pels seus versos senzills però eloqüents, Warren porta una vida centrada gairebé completament en el seu art.> | » |

- Alanna Nash, Good Housekeeping, 1998
El nom original de la seva editorial, "Realsongs", era "Warren Piece" perquè "War and Peace" ja estava presa. El 1998, "Realsongs" i el seu soci internacional, "EMI Music Publishing", van distribuir "A Passion For Music", una caixa de sis CD que mostrava la seva música. L'oficina de EMI Music a Londres va ajudar a distribuir 1.200 còpies de la caixa principalment a la indústria del cinema i la televisió per a la seva consideració en bandes sonores i altres iniciatives comercials. No es va comercialitzar als consumidors. A partir del 2011, la música de Warren ha aparegut a les bandes sonores de més de seixanta pel·lícules. Va ser guardonada amb una estrella al "Hollywood Walk of Fame" de Hollywood el 2001.
La Fundació Diane Warren, juntament amb la Fundació ASCAP i la Fundació VH1 Save the Music, van crear una iniciativa conjunta, a partir del 2000, anomenada "Music in the Schools". La iniciativa proporciona partitures, arranjaments de bandes, folis i llibres de mètodes a cadascuna de les escoles que ja són receptores d'instruments musicals de la "VH1 Save the Music Foundation".
El 2004, Warren va llançar un àlbum recopilatori de cançons d'amor, titulat Diane Warren Presents Love Songs, que inclou diversos dels seus èxits guardonats.
Warren continua escrivint cançons d’èxit per a artistes de tots els gèneres principals, com Celine Dion, Whitney Houston, Elton John, Cher, Tina Turner, etc. produint també algunes de les cançons. Les seves cançons han estat cobertes per artistes com Joe Cocker, Weezer, Edwin McCain, Milli Vanilli, Mark Chesnutt, Sara Evans, entre d'altres.
Warren va escriure tres cançons per al disc debut de Carrie Underwood, Some Hearts (2005), que eren "Lessons Learned", "Whenever You Remember" i el tema principal, aquest últim escrit originalment per Marshall Crenshaw.
El 2009, Warren va co-escriure l'entrada del Regne Unit al concurs d'Eurovisió amb Andrew Lloyd Webber la cançó "It's My Time". Va ser cantada per Jade Ewen i va aconseguir el cinquè lloc, el millor per al Regne Unit des del 2002.
El 2010, Warren es va associar amb "Avon Products" com a jutge de celebritats per a "Avon Voices", la primera cerca mundial de talents per a dones en línia de Avon i concurs de composició per a homes i dones. Per a la competició, Warren va escriure un himne especial que va ser enregistrat pels finalistes i produït per Humberto Gatica. Warren ha estat reconeguda sis vegades "ASCAP Songwriter of the Year" i quatre vegades el "Billboard's Songwriter of the Year".
El 2012, Warren va escriure la cançó "Counterfeit" per a l'àlbum debut de Tulisa en solitari The Female Boss. Warren va escriure la cançó de Paloma Faith del 2014 "Only Love Can Hurt Like This".
L'èxit de Warren als Estats Units ha estat paral·lel al Regne Unit, on ha estat considerada la tercera artista femenina amb més èxit. Peter Reichardt, antic president d'EMI Music Publishing UK, la va acreditar com "la compositora més important del món".
Warren és la primera compositora de la història de la revista "Billboard" a tenir set èxits, tots de diferents artistes, a la llista de senzills alhora. Warren ha aconseguit nou de les seves composicions número 1 al "Billboard Hot 100" nord-americà, totes de diferents artistes i, en general, més de 30 de les seves cançons han arribat al top ten dels Estats Units. A més, dos dels 13 èxits principals dels 57 anys d'història dels Hot 100 els va escriure: "How I I Live" (número quatre) i "Un-Break My Heart" (número 13). Ha tingut encara més èxit a les llistes de adults contemporanis dels Estats Units, on setze de les seves cançons han passat al número 1 i, en general, més de 40 cançons han assolit els deu primers llocs d’aquesta llista. Al Regne Unit, Warren ha tingut tres èxits número 1 i més de 20 èxits entre els deu primers. Ha estat ingressada al Saló de la Fama dels Compositors i va rebre una estrella al Passeig de la Fama de Hollywood.

## Vida personal
Warren no s'ha casat mai, i només pensa en ella mateixa com una persona compromesa. En entrevistes, ha dit que creu que la seva manca de vida romàntica la fa més peculiar com a compositora. Va tenir una relació amb el compositor i productor discogràfic Guy Roche que va acabar el 1992 i afirma que no ha tingut cap altra relació des de llavors, comentant:
| « | <Mai he estat enamorada com a les meves cançons. No sóc com la gent normal No sóc bona en les relacions. Dibuixo el drama cap a mi: és el jueu que hi ha en mi>. | » |

 Warren es considera cínica pel que fa al romanç, però no deixa que això afecti la seva composició i prefereix escriure sola que co-escriure, i comenta:
| « | <Quan escric amb altres persones, l'experiència és diferent. Has de comprometre't, amb el qual tinc problemes. Prefereixo escoltar la meva pròpia ment.> | » |

 En una entrevista del 2000, Warren va explicar que mai deixava anar la música tot i experimentar rebuigs, depressió i pobresa. El 1994, la casa de Warren va resultar danyada pel terratrèmol de Northridge, provocant que fos desgraciada i sense llar, derivant dels hotels a les cases de lloguer. Ella ha dit que la teràpia l'ha ajudat amb la composició de cançons. També ha revelat que treballa de 12 a 16 hores al dia, sempre agafa el teclat sempre que viatja i és "... més boja i intensa que jo als 20..."
Warren no sol permetre a ningú entrar a la seva oficina de Hollywood Hills, que ella descriu com una "habitació desordenada i sense aire". El 2012, Warren va dir que res del seu despatx havia estat netejat ni traslladat durant 17 anys perquè era supersticiosa; prefereix pensar en aquesta habitació com el seu "món secret". En aquella sala, Warren grava melodies amb un magnetòfon en què les torna a tocar i tria les cançons que més li agraden. Warren va permetre gravar a l'oficina una part de l'entrevista del 2016 amb el corresponsal de Sunday News al "CBS News Sunday Morning".

## Altres premis i distincions
- Premi musical Frederick Loewe del Festival Internacional de Cinema de Palm Springs (PSIFF) (2011)
- Women in Film Crystal Award juntament amb Lauren Shuler Donner i Jennifer Lopez (2006) [39]
- Èxit destacat en la composició de cançons del Festival de Cinema de Hollywood (2001)
- Premi Billboard Music Songwriter of Year (1997, 1998, 1999)
- The Hollywood Reporter and Billboard's Inaugural Film & TV Music Career Achievement Award (2008)
- Estrella del Passeig de la Fama de Hollywood (2001) Saló de la fama dels compositors (2001)
- Transatlantyk Golden Ark - Independent Spirit Award (2018)
- Premi Polar Music (2020)